# La vita moderna di Rocko: Attrazione statica
La vita moderna di Rocko: Attrazione statica (Rocko's Modern Life: Static Cling) è un film d'animazione del 2019 diretto da Joe Murray.
Mediometraggio statunitense basato sulla serie Nickelodeon di Joe Murray La vita moderna di Rocko.
Nel 2019 i diritti di distribuzione del film sono stati venduti a Netflix, che lo ha poi distribuito il 9 agosto dello stesso anno, passati ben 22 anni dalla trasmissione del finale della serie originale.

## Trama
Dopo che la casa di Rocko è stata lanciata nello spazio il 24 novembre 1996, Rocko, Heffer, Filburt e Spunky sono stati alla deriva per 20 anni non facendo altro che guardare vecchi video degli episodi degli Zucconi. Passando dalla Terra, Filburt si rende conto che il telecomando che controlla il razzo è stato bloccato sul calcio di Heffer per tutto il tempo. Usano il pulsante di rientro e tornano a O-Town il 24 novembre 2016, scoprendo che negli ultimi 20 anni è radicalmente cambiata, tra telefoni touchscreen, bevande energetiche radioattive, camion alimentari e caffetterie in ogni angolo.
Heffer e Filburt si adattano rapidamente a tutte le nuove usanze e tecnologie, ma Rocko è sopraffatto e si isola a casa sua. Bev Capoccione va a dare il bentornato sulla Terra a Rocko e quando Rocko gli chiede perché non riesce a trovare Gli Zucconi in TV, spiega che lo spettacolo è stato cancellato ormai da molti anni, con conseguente grande ribrezzo di Rocko.
Nel frattempo Ed Capoccione commette un errore amministrativo per un incidente causato dal rientro di Rocko. Di conseguenza Conglom-O entra in bancarotta, insieme a tutta O-Town. Ed viene licenziato e viene fissata per il giorno successivo la demolizione della sua casa. Su suggerimento di Rocko, i due tornano a Conglom-O e convincono il signor Lercio a riportare indietro Gli Zucconi, sostenendo che un revival della serie consentirà di guadagnare abbastanza soldi da salvare la compagnia. Lercio accetta e assume nuovamente Ed, ma ordina ai Fratelli Camaleonti di dirigere uno speciale animato in CGI. Convinto che questa nuova direzione creativa rovinerà Gli Zucconi, Rocko decide di cercare il creatore originale Ralph Capoccione, che è partito per un viaggio alla scoperta di sé stesso. Usando un divano attaccato a un drone, lui, Heffer e Filburt viaggiano per il mondo alla ricerca di Ralph, ma la loro batteria si esaurisce e si schiantano nel deserto. Lì trovano Ralph, scoprendo che è diventata transgender, che ora il suo nome è Rachel e che guida un camion dei gelati degli Zucconi. Rocko supplica Rachel di tornare a O-Town e riportare indietro Gli Zucconi e alla fine accetta per il bene della sua famiglia.
Nel frattempo, Lercio è scontento dello speciale CGI degli Zucconi e, quando Rocko torna in città con lei, assume Rachel per subentrare. Ed però rifiuta di accettare il cambio di genere di suo figlio e la nuova situazione. Così si innervosisce e costringe Rachel a lasciare il nuovo lavoro, lasciando in pericolo la compagnia e la città. Rocko parte sentendosi colpevole per aver peggiorato la situazione e aver rovinato il rapporto tra Ed e Rachel, mentre Rachel, nonostante le parole di suo padre, inizia a lavorare allo speciale, ispirata dai ricordi affettuosi dei suoi genitori.
Rocko trova Ed nella sua casa ormai demolita e i due discutono della loro comune paura e della loro reticenza nei confronti del cambiamento. Rocko riceve poi una telefonata da Heffer e Filburt per comunicargli che lo speciale degli Zucconi è pronto e sta per essere presentato in anteprima a Conglom-O. Così, trascina Ed alla première ed i due iniziano a guardare lo spettacolo, scoprendo inoltre che Rachel ha aggiunto un nuovo personaggio allo spettacolo: una piccola Zuccona. Tutti tranne Rocko adorano il nuovo personaggio, che porta lo speciale a guadagnare miliardi di dollari, ed Ed, vedendo l'influenza della sua vita familiare nello speciale, si riconcilia con Rachel.
Rocko evidenzia con rabbia la sua disapprovazione verso lo speciale, che lui ritiene essere troppo diverso dalla serie originale degli Zucconi originali, ma Ed lo convince che il cambiamento fa parte della vita e che dovrebbe essere dunque abbracciato, concetto che Rocko alla fine accetta. Il razzo che ha lanciato la casa di Rocko si schianta improvvisamente contro l'edificio Conglom-O, lanciando il palazzo e Lercio nello spazio. Il denaro guadagnato piove così sulla folla, salvando la città. Filburt si riunisce con sua moglie e la sua famiglia e Rachel e i suoi genitori partono per una nuova vita insieme nel suo furgoncino dei gelati.

## Produzione
Nel settembre 2015 Nickelodeon ha comunicato che alcuni dei suoi vecchi prodotti televisivi stavano venendo presi in considerazione per un revival e che La vita moderna di Rocko era uno di loro.
L'11 agosto 2016 Nickelodeon ha annunciato di aver approvato la produzione di uno speciale televisivo di un'ora con Joe Murray come produttore esecutivo.
Murray ha poi rivelato a Motherboard che nello speciale Rocko sarebbe tornato a O-Town dopo essere stato nello spazio per 20 anni e che si sarebbe concentrato sulla dipendenza delle persone dalla tecnologia moderna.
Il 22 giugno 2017 è stato annunciato che il titolo dello speciale sarebbe stato La Vita Moderna Di Rocko: Attrazione Statica, che l'intero cast principale e il cast ricorrente avrebbero ripreso i loro ruoli e che ci sarebbe inoltre stato Steve Little come nuovo doppiatore e Cosmo Serguson come co-direttore. Il prodotto finito sarebbe dovuto uscire nel 2018.
Un'anticipazione dei contenuti è stata diffusa in concomitanza con il panel Rocko al San Diego Comic-Con nel 2017. La stessa clip è stata caricata su YouTube il 20 luglio 2017.
Nel film viene rivelato che Ralph Capoccione è transgender e ora si chiama Rachel. Murray ha affermato che il tema dello speciale, ovvero l'accettazione dei cambiamenti, ha fatto sì che la transizione di genere di un personaggio, così come il fatto che altri accettassero il cambiamento, potesse essere resa parte della storia senza forzature. Su suggerimento di Nickelodeon, il team di Murray ha lavorato con la Gay & Lesbian Alliance Against Defamation per assicurarsi che questa inclusione, pur adattandosi alla comicità dello spettacolo, fosse rispettosa per le persone transgender.

## Distribuzione
La produzione dello speciale si è ufficialmente conclusa l'8 febbraio 2018.
Il 24 settembre 2018 Murray ha dato un leggero aggiornamento sulla mancanza di notizie che circondavano il rilascio del film. Egli non confermò né negò le voci sulla pubblicazione in streaming, affermando di aver giurato di mantenere il segreto.
Il 10 maggio 2019 durante una conference call per la presentazione del bilancio di Viacom per il secondo trimestre, il presidente dell'azienda Robert Bakish ha annunciato che Netflix aveva acquisito i diritti di distribuzione di La Vita Moderna Di Rocko: Attrazione Statica e il servizio di streaming ha confermato tre giorni più tardi che il film sarebbe stato presentato in anteprima nell'estate del 2019.
Il 16 luglio 2019 è stato confermato con una clip pubblicata sulla pagina Instagram ufficiale di La vita moderna di Rocko e da vari siti di notizie che lo spettacolo sarebbe stato distribuito su Netflix il 9 agosto 2019.

## Accoglienza
Sul sito aggregatore di recensioni Rotten Tomatoes il 92% delle 21 recensioni professionali sul sito sono positive, con un voto medio di 7,76 su 10.